# نمای زاویه بالا

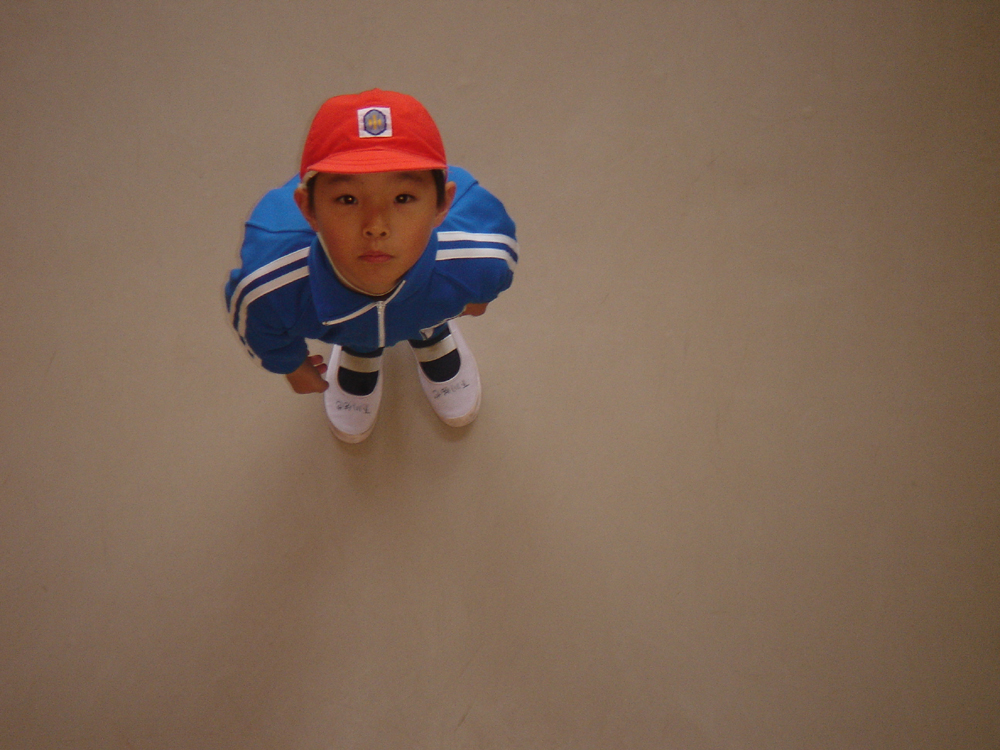
مثالی از نمای زاویهٔ بالا در عکاسی

نمای زاویهٔ بالا یکی از فنون سینمایی است که در آن، دوربین از بالا به سوژه نگاه می‌کند.
نماهای زاویهٔ بالا می‌توانند سوژهخ را آسیب‌پذیر و بی‌قدرت نشان دهند. در فیلم می‌توانند باعث افزایش بار دراماتیکی شوند. اگر شخصی در حال صحبت کردن با کسی است که پایین‌تر از وی قرار گرفته، معمولاً از این نما استفاده می‌شود.